# I, Robot (film)
I, Robot är en amerikansk science fiction-film som spelades in i Vancouver och hade premiär den 16 juli 2004 i USA och 4 augusti samma år i Sverige. Manuset är i första hand baserat på Isaac Asimovs Robotnoveller men har lånat mycket från manuset till Hardwired av Jeff Vintar.

## Handling
Kriminalpolisen Del Spooner (Will Smith) kallas till platsen för ett misstänkt självmord. Del misstänker att det i själva verket är ett mord utfört av en robot medan de andra människorna runt honom är tveksamma eftersom robotikens lagar innebär att det är omöjligt för en robot att döda.

## Rollista (i urval)
- Will Smith — Del Spooner
- Bridget Moynahan — Susan Calvin
- Alan Tudyk — Sonny
- James Cromwell — Dr. Alfred Lanning
- Bruce Greenwood — Lawrence Robertson
- Adrian Ricard — Granny
- Chi McBride — John Bergin
- Jerry Wasserman — Baldez
- Fiona Hogan — V.I.K.I.
- Terry Chen — Chin
- David Haysom — NS4-robotar
- Scott Heindl — NS5-robotar
- Shia LaBeouf — Farber